# Leyme
Leyme ist eine französische Gemeinde mit 929 Einwohnern (Stand 1. Januar 2022) im Département Lot in der Region Okzitanien. Sie gehört zum Arrondissement Figeac und zum Kanton Saint-Céré.
Hier entspringt das Flüsschen Biarque, das zur Bave entwässert.
Nachbargemeinden sind Bannes im Norden, Molières im Osten, Espeyroux im Südosten, Anglars im Süden und Aynac im Westen.

## Geschichte
In Leyme befand sich von 1220 bis 1790 die Zisterzienserinnenabtei Leyme.

## Bevölkerungsentwicklung
| Jahr      | 1962 | 1968 | 1975 | 1982 | 1990 | 1999 | 2008 | 2018 |
| --------- | ---- | ---- | ---- | ---- | ---- | ---- | ---- | ---- |
| Einwohner | 1476 | 1560 | 1706 | 1665 | 1489 | 943  | 989  | 930  |